# Charles Renard
Louis-Marie-Joseph-Charles-Clément Renard (Damblain, 23 novembre 1847 – Meudon, 13 aprile 1905) è stato un militare, ingegnere, inventore, aeronauta e pioniere dell'aviazione francese.
Il suo nome è passato alla posterità per il suo contributo alla standardizzazione dei prodotti manifatturieri grazie alla Dimensione lineare nominale.

## Biografia
Figlio di un giudice di pace, riuscì a superare il concorso di ammissione all'École Polytechnique nel 1866, da dove uscì nel corpo del Genio. Nel 1868, entrò nella scuola di applicazione dell'Artiglieria e del Genio a Metz. Il sottotenente Renard partecipò alla Guerra franco-prussiana nel 3º Reggimento del Genio e fece campagna nell'Esercito della Loira.

### Aeronautica

Animazione della Bilancia dinamometrica del Colonnello Renard mirata a misurare il Coefficiente di resistenza dei corpi.

Nel , il capitano Renard fu nominato al deposito delle fortificazioni di Parigi come capo del servizio dell'Aerostazione Militare. Fu nominato capo battaglione nel 1886 e poi, nel 1888, direttore dell'istituto centrale di Aerostazione Militare di Chalais-Meudon. Dedicò tutta la sua vita all'aerostazione militare, all'aviazione e alla meccanica dei fluidi in particolare. Fece parte anche di numerose società come membro del consiglio di perfezionamento del Conservatoire national des arts et métiers (Cnam), presidente della commissione permanente internazionale di Aeronautica, dell'Aéro-Club de France, dell'Aeronautica Club de France, e presiedette la Société française de navigation aérienne.
Nel 1870, propose una normalizzazione dei valori numerici utilizzati in sistema metrico per la costruzione meccanica, in particolare per standardizzare il diametro dei cavi. L'intervallo da 1 a 10 è diviso in 5, 10, 20 e 40. Questa serie di Renard in progressione geometrica furono adottate nel 1952 nella norma ISO 3 dell'Organizzazione internazionale per la normazione.
Nel 1877, la sezione di Aerostazione Militare comandata dal capitano Renard si trasferì dagli Invalides a Chalais-Meudon, che divenne il primo laboratorio di test aeronautici al mondo. Nel 1879, chiese al suo ministero di competenza la costruzione di un hangar (il Hangar Y) necessario per la costruzione e il deposito dei palloni e dei dirigibili.

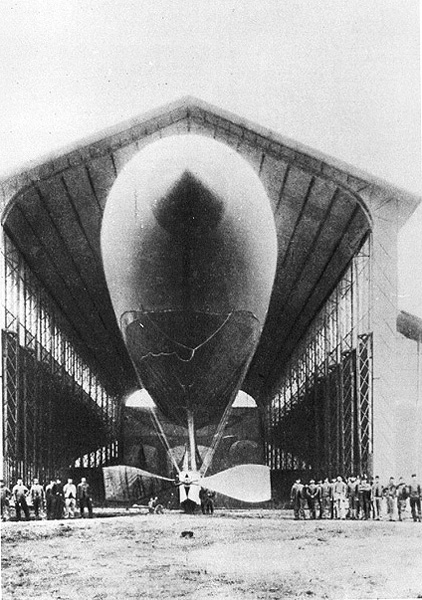
Il dirigibile elettrico La France nel suo hangar.

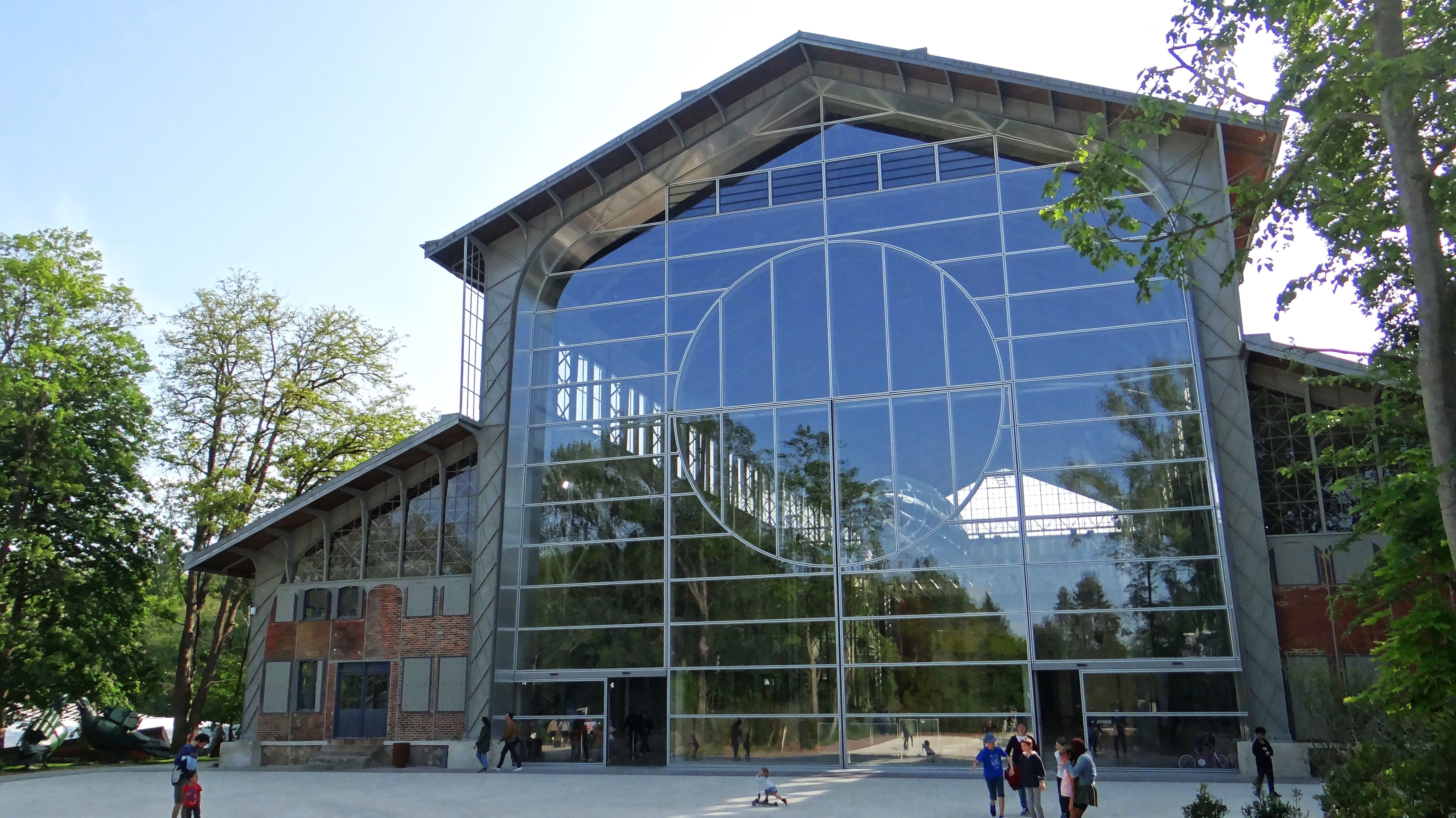
Il hangar Y nel 2023.

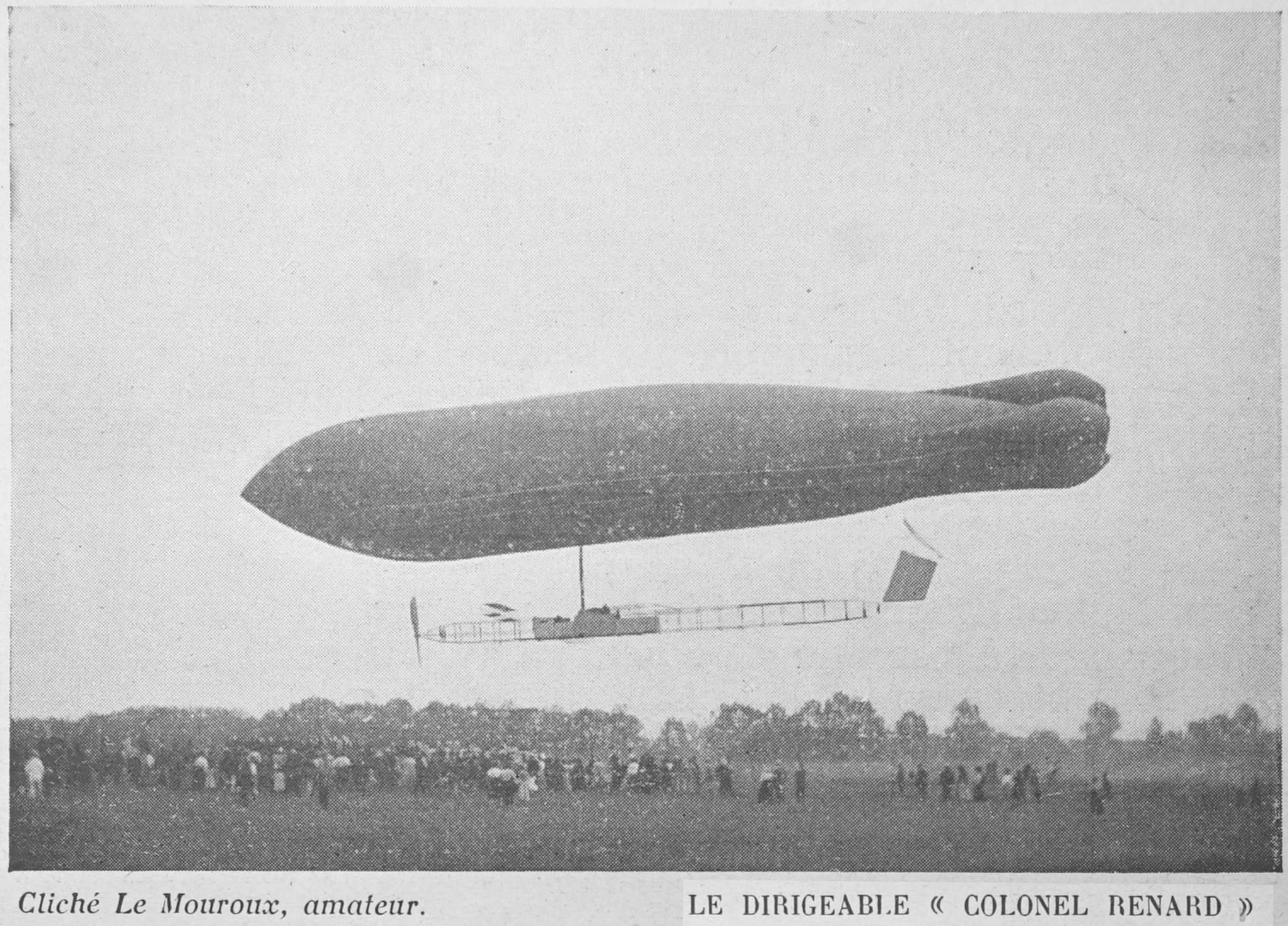
1909, Grande settimana dell'aviazione della Champagne, il dirigibile Colonel Renard.

È in questo hangar che Charles Renard e Arthur Krebs costruirono e misero a punto il dirigibile La France. Il 9 agosto 1884, con un'elica motorizzata da un motore elettrico alimentato da una batteria, questo dirigibile realizzò, sopra il pianoro di Villacoublay, il primo volo a circuito chiuso al mondo. Durò 23 minuti per un percorso di 8 km.
Ci furono diversi tentativi nello stesso anno:
- il 12 settembre 1884: il tentativo fallì a causa del vento troppo forte e di un guasto al motore[2];
- l'8 novembre 1884: un'andata e ritorno verso Boulogne-Billancourt e un volo locale[3].

Nel 1885, condusse con suo fratello Paul e Template:M., una campagna di esperimenti riusciti, il dirigibile ritornò al punto di partenza cinque volte su sette.
Molto inventivo, depositò numerosi brevetti in altri campi, tra cui quello di un «treno stradale a trazione continua» nel 1903 che mantenne il nome di sistema Renard. Charles Renard morì il 13 aprile 1905 a Meudon.

## Eponimi
Charles Renard ha lasciato il suo nome alla scala di valori numerici standardizzati Serie di Rénard e a diversi oggetti:
- il dirigibile Colonel Renard.

## Onorificenze
I suoi contributi alle serie di Renard gli valsero numerose onorificenze:
- ordine della Legion d'Onore;
- la Legion d'onore al grado di ufficiale;
- insignito dell'Accademia delle Scienze nel 1894;
- Medaglia Scott.